# Човић
Човић је презиме. Може се односити на следеће особе:
- Драган Човић (1956), хрватски политичар
- Небојша Човић (1958), српски политичар, предузетник и спортски функционер
- Александар Човић (1970), босанскохерцеговачки музичар
- Филип Човић (1989), српски кошаркаш
- Немања Човић (1991), српски фудбалер